# Cambra de reverberació electromagnètica

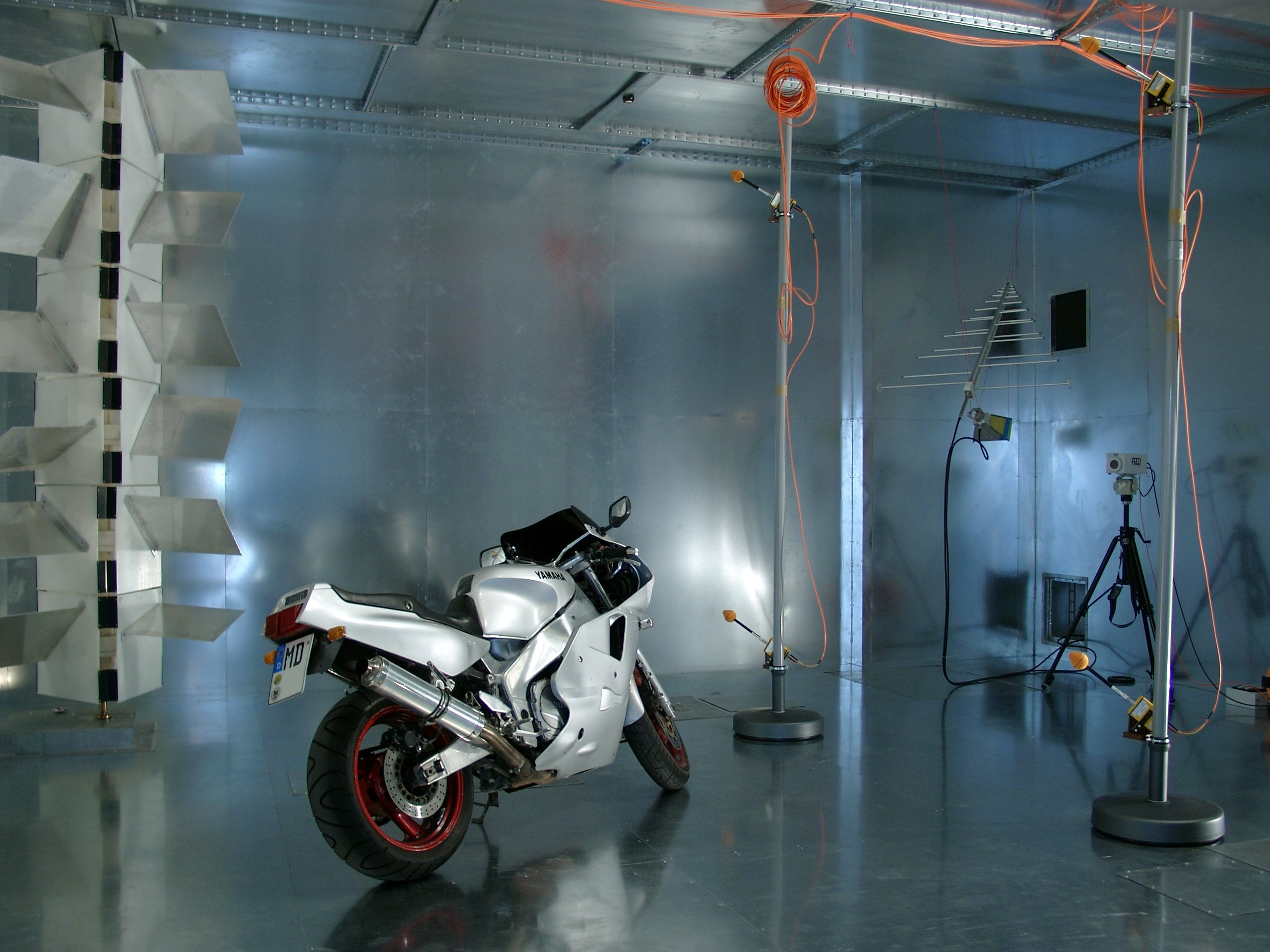
Una mirada a l'interior de la cambra de reverberació (gran) de la Universitat Otto-von-Guericke de Magdeburg, Alemanya. Al costat esquerre hi ha lagitador de mode vertical (o sintonitzador), que canvia els límits electromagnètics per garantir una distribució de camp (estadísticament) homogènia.

Una cambra de reverberació electromagnètica (també coneguda com a cambra de reverberació (RVC) o cambra agitada en mode (MSC)) és un entorn per a proves de compatibilitat electromagnètica (EMC) i altres investigacions electromagnètiques. Les cambres de reverberació electromagnètica van ser introduïdes per primera vegada per HA Mendes el 1968. Una cambra de reverberació és una sala apantallada amb un mínim d'absorció d'energia electromagnètica. A causa de la baixa absorció, es pot aconseguir una intensitat de camp molt alta amb una potència d'entrada moderada. Una cambra de reverberació és un ressonador de cavitat amb un alt factor Q. Així, la distribució espacial de les intensitats del camp elèctric i magnètic és fortament deshomogenea (ones estacionàries). Per reduir aquesta deshomogeneïtat, s'utilitzen un o més sintonitzadors (agitadors ). Un sintonitzador és una construcció amb grans reflectors metàl·lics que es poden moure a diferents orientacions per aconseguir diferents condicions de contorn. La freqüència més baixa utilitzable (LUF) d'una cambra de reverberació depèn de la mida de la cambra i del disseny de l'afinador. Les cambres petites tenen un LUF més alt que les cambres grans.
El concepte de cambra de reverberació és comparable a un forn de microones.

## Glossari/notació

### Pròleg
La notació és principalment la mateixa que a l'estàndard IEC 61000-4-21. Per a quantitats estadístiques com els valors mitjans i màxims, s'utilitza una notació més explícita per emfatitzar el domini utilitzat. Aquí, domini espacial (subíndex {\displaystyle s}) significa que es prenen quantitats per a diferents posicions de cambra i domini de conjunt (subíndex {\displaystyle e}) es refereix a diferents condicions de límit o d'excitació (per exemple, posicions del sintonitzador).

### General
- {\displaystyle {\vec {E}}}: vector de camp elèctric.
- {\displaystyle {\vec {H}}}: vector de camp magnètic.
- {\displaystyle E_{T},\,H_{T}}: camp elèctric i magnètic totals (magnitud).
- {\displaystyle E_{R},\,H_{R}}: magnitud dels camps en una coordinada rectangular.
- {\displaystyle Z_{0}={\frac {|{\vec {E}}|}{|{\vec {H}}|}}\approx 120\cdot \pi \,\Omega }: impedància característica es espai lliure.
- {\displaystyle \eta _{\rm {Tx}}}: eficiència de l'antena transmissora.
- {\displaystyle \eta _{\rm {Rx}}}: eficiència de l'antena receptora.
- {\displaystyle P_{\rm {fwd}},\,P_{\rm {bwd}}}: potència de les ones d'anada i tornada.
- {\displaystyle Q}: factor de qualitat.

### Estadístiques
- {\displaystyle {}_{s}\langle X\rangle _{N}}: mitjana espacial de X per N objectes (posicions a l'espai).
- {\displaystyle {}_{e}\langle X\rangle _{N}}: conjunt mitjà de X per N objectes (límits, és a dir, posicions del sintonitzador).
- {\displaystyle \langle X\rangle } : equivalent a {\displaystyle \langle X\rangle _{\infty }}. Aquest és el valor esperat a les estadístiques.
- {\displaystyle {}_{s}\lceil X\rceil _{N}} : màxim espacial de X per N objectes (posicions a l'espai).
- {\displaystyle {}_{e}\lceil X\rceil _{N}} : conjunt màxim de X per N objectes (límits, és a dir, posicions del sintonitzador).
- {\displaystyle \lceil X\rceil } : equivalent a {\displaystyle \lceil X\rceil _{\infty }}.
- {\displaystyle {}_{s}\!\dagger \!(X)_{N}} : relació màxima a mitjana en el domini espacial.
- {\displaystyle {}_{e}\!\dagger \!(X)_{N}}: relació màxima a mitjana en el domini del conjunt.

Ressonador de cavitat
Una cambra de reverberació és un ressonador de cavitat (generalment una habitació apantallada) que funciona a la regió sobremodificada. Per entendre què significa això, hem d'investigar breument els ressonadors de la cavitat.
Per a cavitats rectangulars, les freqüències de ressonància (o freqüències pròpies o freqüències naturals) {\displaystyle f_{mnp}} estan donats per
{\displaystyle f_{mnp}={\frac {c}{2}}{\sqrt {\left({\frac {m}{l}}\right)^{2}+\left({\frac {n}{w}}\right)^{2}+\left({\frac {p}{h}}\right)^{2}}},}
on {\displaystyle c} és la velocitat de la llum, {\displaystyle l}, {\displaystyle w} i {\displaystyle h} són la longitud, l'amplada i l'alçada de la cavitat, i {\displaystyle m}, {\displaystyle n}, {\displaystyle p} són nombres enters no negatius (com a màxim un d'ells pot ser zero).
Amb aquesta equació, el nombre de modes amb una freqüència pròpia inferior a un límit determinat {\displaystyle f}, {\displaystyle N(f)}, es pot comptar. Això resulta en una funció pas a pas. En principi, dos modes: un mode elèctric transversal {\displaystyle TE_{mnp}} i un mode magnètic transversal {\displaystyle TM_{mnp}} —existeixen per a cada freqüència pròpia.